# 駒ヶ根警察署
駒ヶ根警察署（こまがねけいさつしょ）は、長野県警察が管轄する警察署の一つである。

## 所在地
- 〒399-4114 長野県駒ヶ根市上穂南8-1

## 管轄区域
- 長野県
  - 駒ヶ根市
  - 上伊那郡
    - 飯島町
    - 中川村
    - 宮田村

## 沿革
- 1954年（昭和29年）7月1日 - 新警察法施行に伴い設置。

## 交番
- 駒ケ根駅前交番（駒ヶ根市東町）

## 駐在所
- 中沢駐在所（駒ヶ根市中沢）
- 宮田村駐在所
- 飯島町駐在所
- 片桐駐在所（中川村片桐）
- 大草駐在所（中川村大草）